# Hồ Vân Trục
Lam Trục là một hồ nước ngọt, thuộc loại hình hồ thủy lợi, toạ lạc tại xã Vân Trục, huyện Lập Thạch, Vĩnh Phúc. Hồ có diện tích 172 ha và độ sâu trung bình là 7 m. Ngoài việc giữ chức năng là hồ thủy lợi, lấy nước phục vụ tưới tiêu thì hồ Vân Trục còn được khai thác để nuôi thủy sản nước ngọt.

## Nuôi thủy sản
Hình thức nuôi thủy sản ở đây là nuôi quảng canh, không cho ăn mà tận dụng nguồn thức ăn sẵn có trong hồ. Theo số liệu thống kê, hàng năm sản lượng thủy sản khai thác bình quân đạt 10-15 tấn, năng suất thấp khoảng 80 kg/ha, tỷ lệ cá thu lại 35-40% (trong đó cá mè 60-65%, cá trôi 10%, cá trắm cỏ 5%, chép 3%, còn lại là các loại cá tạp, tôm, tép)....
Để đa dạng loài cá nuôi và lựa chọn những loài cá có giá trị, thay dần những giống có năng suất thấp, ít giá trị kinh tế, trong 2 năm (2007 và 2008), Chi cục Thủy sản Vĩnh Phúc đã di nhập 20.000 con cá Quế giống từ Viện nuôi trồng thủy sản về nuôi thử nghiệm tại hồ Vân Trục để theo dõi sinh trưởng và tính thích ứng. Đây là loài cá nước ngọt lần đầu tiên có ở Vĩnh Phúc thuộc bộ cá vược, có nguồn gốc từ Trung Quốc với ưu điểm dễ nuôi, nhanh lớn, thịt ngon, chủ yếu ăn thức ăn tự nhiên nên đầu tư ít tốn kém.